# Шипша
Шипша или Шипча (на гръцки: Ταξιάρχες, Таксиархес, катаревуса Ταξιάρχαι, Таксиархе, до 1928 година Ζίψα, Зипса или Σίψα, Сипса) е село в Република Гърция, разположено на територията на дем Драма в област Източна Македония и Тракия.

## География
Селото е разположено на 420 m надморска височина на река Чемерика (Ксиропотамос) в източните склонове на Боздаг, северно от град Драма. В селото е разположен манастирът „Възнесение Господне“, основан в 1930 година.

## История

### В Османската империя
В началото на XX век Шипша е село в Драмска каза на Османската империя. Според статистиката на Васил Кънчов („Македония. Етнография и статистика“) към 1900 година населението на Шипша се състои от 241 жители турци.

### В Гърция
През Балканската война селото е освободено от части на българската армия, но след Междусъюзническата война от 1913 година остава в пределите на Гърция. Турското му население по силата на Лозанския договор в 1923 година е изселено в Турция и на негово място са настанени 42 гръцки бежански семейства. В 1928 година селото е представено като изцяло бежанско с 42 бежански семейства и 125 жители общо. В същата година името на селото е променено на Таксиархес.
Населението се занимава с отглеждане на тютюн, жито и други земеделски култури, както и със скотовъдство.
| Година    | 1913 | 1920 | 1928 | 1940 | 1951 | 1961 | 1971 | 1981 | 1991 | 2001 | 2011 | 2021 |
| --------- | ---- | ---- | ---- | ---- | ---- | ---- | ---- | ---- | ---- | ---- | ---- | ---- |
| Население | 493  |      | 122  | 274  | 267  | 295  | 183  | 135  | 139  | 169  | 146  | 107  |